# دومينيك سوبوسلاي
دومينيك سوبوسلاي (اللفظ المجري: [ˈsoboslɒi]؛ 25 أكتوبر 2000) هو لاعب كرة قدم مجري يلعب في مركز الوسط مع نادي ليفربول في الدوري الإنجليزي والمنتخب المجري.

## مسيرته الكروية

### ليفيرينج
شارك سوبوسلاي لأول مرة في موسم 2017–18، مع نادي ليفيرينج في الدرجة الثانية ضد كابفنبرغ في 21 يوليو 2017. سجل أول هدف احترافي له ضد بلاو فايس لينز في 4 أغسطس 2017.

### ريد بول سالزبورغ
خلال موسم 2017–18، شارك لأول مرة ضد أوستريا فيينا في 27 مايو 2018. دخل الملعب في الدقيقة 57 كبديل عن إينوك مويبو. سجل هدفه الأول للنادي في مباراة الفوز في كأس النمسا 6–0 على إيجلو شوارتز. سجل هدفه الأول في الدوري ضد واكر إنسبروك في 17 مارس 2019. في 17 سبتمبر 2019، شارك لأول مرة في دوري أبطال أوروبا وسجل هدفه الأول في هذه المسابقة ضد جينك بفوزه بنتيجة 6–2.
سجل هاتريك في فوز سالزبورغ بنتيجة 5–1 على شتورم غراتس في 10 يونيو 2020. أنهى الموسم برصيد 9 أهداف و 14 تمريرة حاسمة في 27 مباراة بالدوري، واختير أفضل لاعب في الموسم 2019–20 في الدوري النمساوي.

## مسيرته الدولية

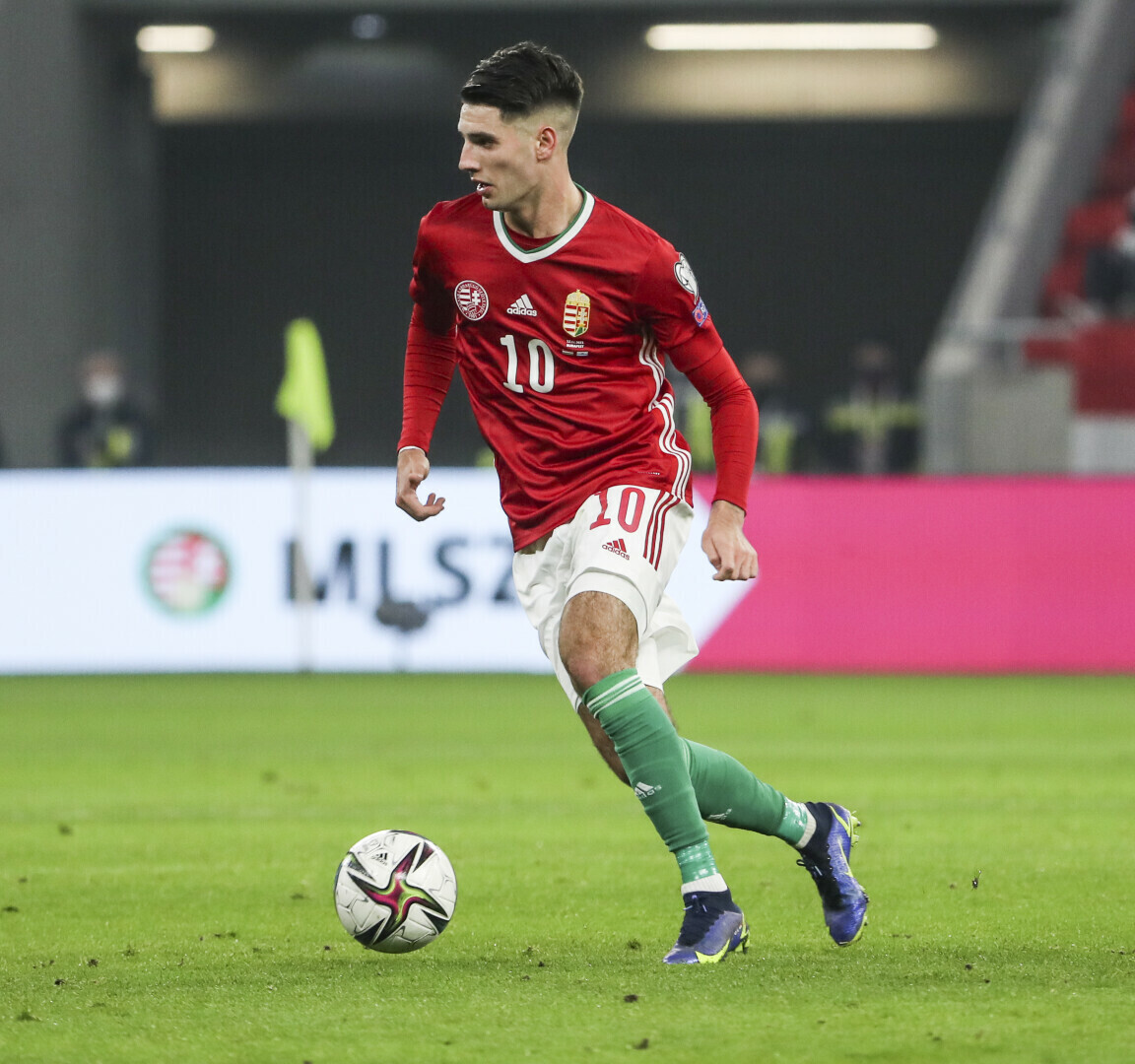
سوسوسلاي مع منتخب المجر في عام 2021

كان سوبوسلاي قائد منتخب المجر تحت 17 سنة خلال بطولة أمم أوروبا تحت 17 سنة 2017 في كرواتيا، وسجل هدفين وانهى فريقه في المركز السادس في هذه البطولة. كما كان قائد منتخب المجر تحت 19 سنة خلال بطولة أمم أوروبا تحت 19 سنة 2019. شارك لأول مرة مع منتخب المجر تحت 21 سنة ضد ألمانيا في 1 سبتمبر 2017.
تلقى أول استدعاء له لمنتخب المجر الأول في مباراة ودية ضد روسيا وتصفيات كأس العالم 2018 ضد أندورا في يونيو 2017. شارك لأول مرة مع الفريق الأول في 21 مارس 2019 في تصفيات بطولة أمم أوروبا 2020 ضد سلوفاكيا كبديل في الدقيقة 54 عن لاسلو كلاينهايسلر. سجل أول هدف دولي له ضد نفس الخصم، سلوفاكيا، في نفس المسابقة من ركلة حرة على أرضه.
وسجل في ركلة حرة أخرى في دوري الأمم الأوروبية 2020–21 ضد تركيا، حيث انتصرت المجر 1–0 خارج أرضها ضد تركيا في سيواس.
في مباراة تصفيات بطولة أمم أوروبا 2020 ضد آيسلندا، سجل هدف الفوز في اللحظة الأخيرة ليرسل المجر إلى بطولة أمم أوروبا 2020.

## الإحصائيات

### النادي
آخر تحديث 13 أغسطس 2022.
| النادي          | الموسم   | الدوري                 | الدوري | الدوري  | الكأس  | الكأس   | أوروبا | أوروبا  | أخرى   | أخرى    | المجموع | المجموع |
| النادي          | الموسم   | الدرجة                 | الظهور | الأهداف | الظهور | الأهداف | الظهور | الأهداف | الظهور | الأهداف | الظهور  | الأهداف |
| --------------- | -------- | ---------------------- | ------ | ------- | ------ | ------- | ------ | ------- | ------ | ------- | ------- | ------- |
| ليفيرينج        | 2017–18  | الدوري النمساوي الثاني | 33     | 10      | —      | —       | —      | —       | —      | —       | 33      | 10      |
| ليفيرينج        | 2018–19  | الدوري النمساوي الثاني | 9      | 6       | —      | —       | —      | —       | —      | —       | 9       | 6       |
| ليفيرينج        | المجموع  | المجموع                | 42     | 16      | —      | —       | —      | —       | —      | —       | 42      | 16      |
| ريد بل سالزبورغ | 2017–18  | الدوري النمساوي        | 1      | 0       | 0      | 0       | —      | —       | —      | —       | 1       | 0       |
| ريد بل سالزبورغ | 2018–19  | الدوري النمساوي        | 16     | 3       | 3      | 2       | 1      | 0       | —      | —       | 20      | 5       |
| ريد بل سالزبورغ | 2019–20  | الدوري النمساوي        | 27     | 9       | 6      | 2       | 7      | 1       | —      | —       | 40      | 12      |
| ريد بل سالزبورغ | 2020–21  | الدوري النمساوي        | 12     | 4       | 2      | 1       | 8      | 4       | —      | —       | 22      | 9       |
| ريد بل سالزبورغ | المجموع  | المجموع                | 56     | 16      | 11     | 5       | 16     | 5       | —      | —       | 83      | 26      |
| آر بي لايبزيغ   | 2020–21  | الدوري الألماني        | 0      | 0       | 0      | 0       | 0      | 0       | —      | —       | 0       | 0       |
| آر بي لايبزيغ   | 2021–22  | الدوري الألماني        | 31     | 6       | 5      | 2       | 9      | 2       | —      | —       | 45      | 10      |
| آر بي لايبزيغ   | 2022–23  | الدوري الألماني        | 2      | 0       | 0      | 0       | 0      | 0       | 1      | 0       | 3       | 0       |
| آر بي لايبزيغ   | المجموع  | المجموع                | 33     | 6       | 5      | 2       | 9      | 2       | 1      | 0       | 48      | 10      |
| الإجمالي        | الإجمالي | الإجمالي               | 131    | 38      | 16     | 7       | 25     | 7       | 1      | 0       | 173     | 52      |

1. ↑  المباراة في الدوري الأوروبي
2. ↑  خمس مباريات وهدف واحد في دوري أبطال أوروبا، مباراتين في الدوري الأوروبي
3. ↑  المباريات في دوري أبطال أوروبا
4. ↑  أربع مباريات وهدفين في دوري أبطال أوروبا، خمس مباريات في الدوري الأوروبي
5. ↑  المباراة في كأس السوبر الألماني

### المنتخب
آخر تحديث 14 يونيو 2022.
| المنتخب الوطني | العام   | الظهور | الأهداف |
| -------------- | ------- | ------ | ------- |
| المجر          | 2019    | 8      | 1       |
| المجر          | 2020    | 4      | 2       |
| المجر          | 2021    | 6      | 2       |
| المجر          | 2022    | 6      | 1       |
| المجموع        | المجموع | 24     | 6       |

آخر تحديث 4 يونيو 2022.
قائمة الأهداف والنتائج مع منتخب المجر الأول.
| # | التاريخ        | المكان                            | الخصم      | الهدف | النتيجة | المسابقة                       |
| - | -------------- | --------------------------------- | ---------- | ----- | ------- | ------------------------------ |
| 1 | 9 سبتمبر 2019  | غروباما أرينا، بودابست، المجر     | سلوفاكيا   | 1–1   | 1–2     | تصفيات بطولة أمم أوروبا 2020   |
| 2 | 3 سبتمبر 2020  | ملعب 4 أيلول الجديد، سيواس، تركيا | تركيا      | 1–0   | 1–0     | دوري الأمم الأوروبية 2020–21 ب |
| 3 | 12 نوفمبر 2020 | بوشكاش أرينا، بودابست، المجر      | آيسلندا    | 2–1   | 2–1     | تصفيات بطولة أمم أوروبا 2020   |
| 4 | 12 نوفمبر 2021 | بوشكاش أرينا، بودابست، المجر      | سان مارينو | 1–0   | 4–0     | تصفيات كأس العالم 2022         |
| 5 | 12 نوفمبر 2021 | بوشكاش أرينا، بودابست، المجر      | سان مارينو | 3–0   | 4–0     | تصفيات كأس العالم 2022         |
| 6 | 4 يونيو 2022   | بوشكاش أرينا، بودابست، المجر      | إنجلترا    | 1–0   | 1–0     | دوري الأمم الأوروبية 2022–23   |

## الإنجازات
ريد بول سالزبورغ
- الدوري النمساوي: 2017–18، 2018–19، 2019–20
- كأس النمسا: 2018–19، 2019–20

آر بي لايبزيغ
كأس ألمانيا: 2021–22
آر بي لايبزيغ
كأس ألمانيا:
فريق
الفردية
- فريق الموسم في الدوري النمساوي الثاني: 2017–18
- لاعب الموسم في الدوري النمساوي: 2019–20

## وصلات خارجية
- دومينيك سوبوسلاي على موقع الاتحاد الأوربي (الإنجليزية)
- دومينيك سوبوسلاي على موقع اتحاد المجر (الهنغارية)
- دومينيك سوبوسلاي على موقع إي إس بي إن إف سي (الإنجليزية)
- دومينيك سوبوسلاي على موقع قاعدة بيانات كرة القدم.إي يو (الإنجليزية)
- دومينيك سوبوسلاي على موقع ليكيب (الفرنسية)
- دومينيك سوبوسلاي على موقع ناشيونال فوتبول تيمز (الإنجليزية)
- دومينيك سوبوسلاي على موقع Soccerbase.com (لاعب) (الإنجليزية)
- دومينيك سوبوسلاي على موقع Soccerway.com (الإنجليزية)
- دومينيك سوبوسلاي على موقع عالم كرة القدم.نت (الإنجليزية)
- دومينيك سوبوسلاي على موقع AS.com (الإسبانية)